# Anatolie Moraru
Anatolie Moraru (n.  1894, Cerlina Mare, Noua Suliță, județul Hotin – d. 1969) a fost un țăran ales ca membru al Sfatului Țării.

## Activitate politică
A fost membru al Sfatului Țării. La data de 27 martie 1918 Anatolie Moraru a votat Unirea Basarabiei cu România.